# Bartholomeus van der Helst

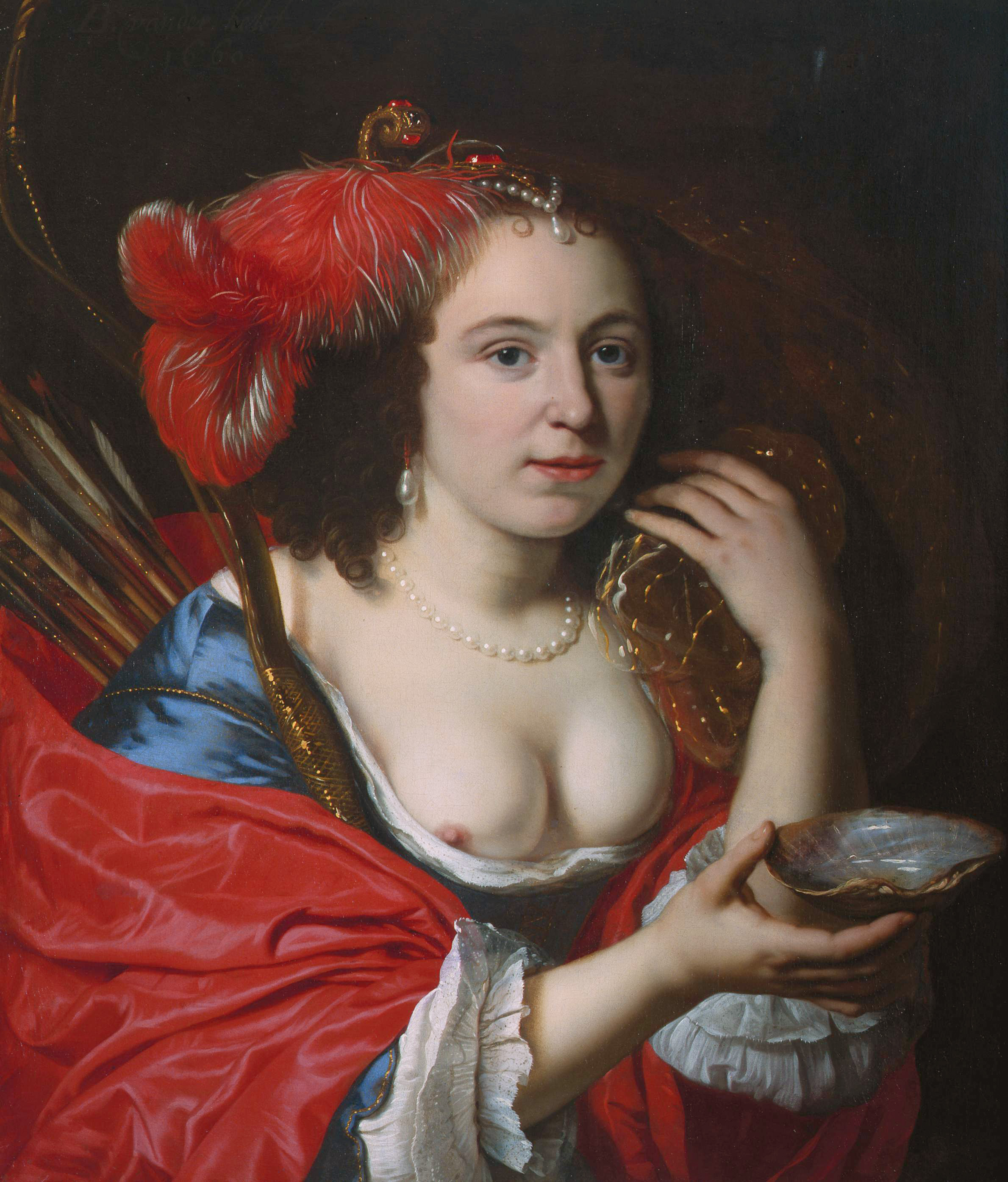
Bartholomeus van der Helst – ”Anna du Pire som Granida” (1660). Nationalgalleriet, Prag.

Bartholomeus van der Helst, född 1613 i Haarlem, död 16 december 1670 i Amsterdam, var en nederländsk porträttmålare, verksam i Antwerpen. Han var sannolikt lärjunge till Nicolaes Elias i Amsterdam, där han uppehöll sig sedan sin uppväxt. En tid var han påverkad av Rembrandt och dennes ljusdunkelmåleri. 20 oktober 1653 deltog han i stiftandet av målargillet i Amsterdam. Helst, den holländska börsaristokratiens porträttmålare framför andra, äger sin styrka i en påtaglig saklighet, förenad med gott lynne, säkerhet i teckningen och glans och must i färgen. Han kan däremot inte i genialitet mäta sig med Rembrandt och Frans Hals. Bland hans många verk framträder dels de förträffliga porträtt, som ägs av offentliga och enskilda gallerier (i Sverige på godset Lövstabruk i Uppland), dels de livfulla gruppbilder av skyttegillen och föreningsstyrelser, vilka ännu bevaras i de holländska samlingarna, särskildt i Rijksmuseum i Amsterdam (bl. a. Borgargardets fest till firande av
westfaliska freden, eller i enstaka fall hamnat utom hemlandets gränser, i Sankt Petersburg och Paris. 
Även Helsts son och lärjunge, Lodewijk, född sannolikt 1645, död sannolikt efter 1680, var porträttmålare. Hans arbeten är sällsynta.